# Vincent van der Want
Vincent van der Want  (ur. 21 października 1985 r.) – holenderski wioślarz, srebrny i dwukrotnie brązowy medalista mistrzostw Europy.

## Igrzyska olimpijskie
Na igrzyskach zadebiutował w 2016 roku w Rio de Janeiro. Wystąpił w zawodach czwórki bez sternika, w której znaleźli się również Harold Langen, Peter van Schie i Govert Viergever. W eliminacjach i półfinale zajęli trzecie miejsca, co dało awans finału. Tam skończyli regaty na piątej pozycji.